# 羅蘭·林茨
羅蘭·林茨（德語：Roland Linz；1981年8月8日—）是一位奧地利足球運動員。在場上的位置是前鋒。他曾經長期效力於奧地利維也納足球俱樂部。他也是奧地利國家足球隊的一員，曾經代表奧地利參加了2008年歐錦賽。